# Санторо, Родриго
Родри́гу Жунке́йра дос Рейс Санто́ру (или Родриго Санторо; порт. Rodrigo Junqueira dos Reis Santoro; род. 22 августа 1975, Петрополис, штат Рио-де-Жанейро, Бразилия) — бразильский актёр, известный по фильмам «Карандиру», «Реальная любовь», «300 спартанцев», «Че», «Я люблю тебя, Филлип Моррис», «Фокус», «300 спартанцев: Расцвет империи», «Бен-Гур», а также по сериалам «Нежный яд», «Мир дикого запада», «Остаться в живых» и «Магеллан. Повелитель морей».

## Биография и карьера
Родригу Сантору родился 22 августа 1975 года в Петрополисе, штат Рио-де-Жанейро, Бразилия. Окончив школу, Родригу поступил на факультет журналистики в Папский католический университет. Позже его интересы сместились в сторону кинематографа, и Родригу перевёлся в актёрскую школу при «сериальном» канале Rede Globo. Сантору стал много и успешно сниматься в бразильских телесериалах.
Первую роль в большом кинематографе Родригу получил в 2001 году, снявшись в фильме «Семиглавый зверь» в роли молодого человека из хорошей семьи, пристрастие которого к марихуане довело его до стен психиатрической клиники.
Родригу заметили критики, и его стали приглашать на другие интересные роли. Так, в фильме «Карандиру» (тюрьма в Латинской Америке) Сантору сыграл в драматической и кровавой истории подавления тюремного бунта, когда погибло более ста заключённых — реальное происшествие — одного из персонажей транссексуала-проститутку по прозвищу «Леди Ди». Фильм «Последнее солнце», также с его участием, номинировался в категории «Лучший иностранный фильм» на «Золотой глобус» в 2002 году.
Канадского режиссёра Алана Аккермана заинтересовал яркий латиноамериканский актёр, и он предложил ему место в одном из своих фильмов для канадского телевидения. Затем Сантору получил эпизодическую роль в фильме «Ангелы Чарли: Только вперёд». Так началась его карьера на североамериканском континенте.
За «Ангелами» последовала комедия 2003 года «Реальная любовь». Родригу Сантору снимался в рекламных роликах вместе с Жизель Бюндхен (2002).
В 2004 году Родригу сыграл в трёхминутном рекламном ролике духов Chanel No. 5 The Film с Николь Кидман.
В 2006 году Сантору участвовал в съёмках сериала «Остаться в живых» в роли Пауло, а после снялся в своей наиболее заметной на сегодняшний день роли Ксеркса в фильме «300 спартанцев».

## Личная жизнь
Актёр живёт в Рио и не торопится переезжать в Лос-Анджелес.
Сантору — поклонник группы The Doors и произведений Шекспира.
Родригу часто участвует в благотворительности. Так, например, в 2008 году он играл в футбольном матче, сборы от которого пошли в фонд Юнисеф, вместе с Аланом Ширером и Луишем Фигу.
С 2013 года встречается с моделью Мел Фронковяк. В 2017 году у пары родилась дочь.

## Фильмография
| Год       |    | Русское название                | Оригинальное название                | Роль                    |
| --------- | -- | ------------------------------- | ------------------------------------ | ----------------------- |
| 1993      | с  | Глаза в глаза                   | Olho no Olho                         | Педру                   |
| 1994      | с  | Моя родина                      | Pátria Minha                         | Фернанду                |
| 1995      | с  | Взрыв в сердце                  | Explode Coração                      | Сержинью                |
| 1996      | ф  |                                 | Depois do Escuro                     | юноша                   |
| 1996      | с  | Прочь с дороги!                 | Sai de Baixo                         | Гама                    |
| 1996      | с  | Комедия частной жизни           | A Comédia da Vida Privada            | юноша                   |
| 1997      | с  | Любовь витает в воздухе         | O Amor Está no Ar                    | Лео                     |
| 1998      | с  | Неукротимая Хильда              | Hilda Furacão                        | Фрей Малтас             |
| 1999      | ф  |                                 | O Trapalhão e a Luz Azul             | юноша                   |
| 1999      | с  | Нежный яд                       | Suave Veneno                         | Элизеу Виейра           |
| 2001      | с  | Путеводная звезда               | Estrela-Guia                         | Карлос Чарльз Пимента   |
| 2001      | ф  | Семиглавый зверь                | Bicho de Sete Cabeças                | Уилсон Соуза Нету       |
| 2001      | ф  | Последнее солнце                | Abril Despedaçado                    | Тонью                   |
| 2001      | с  | Нормальные                      | Os Normais                           | Жулиу                   |
| 2002      | с  | Пастыри ночи                    | Pastores da Noite                    | падре Гомес             |
| 2003      | ф  | Карандиру                       | Carandiru                            | Леди Ди                 |
| 2003      | ф  | Римская весна миссис Стоун      | The Roman Spring of Mrs. Stone       | юноша                   |
| 2003      | ф  | Ангелы Чарли: Только вперёд     | Charlie's Angels: Full Throttle      | Рэнди Эммерс            |
| 2003      | ф  | Реальная любовь                 | Love Actually                        | Карл                    |
| 2003      | с  | Женщины в любви                 | Mulheres Apaixonadas                 | Диогу Ногейра           |
| 2004      | ф  | Хозяйка истории                 | A Dona da História                   | Луиз Клаудио            |
| 2005      | с  | Сегодня - день Марии            | Hoje É Dia de Maria                  | Амаду                   |
| 2005      | с  | Сегодня - день Марии 2          | Hoje É Dia de Maria 2                | Шику                    |
| 2007      | ф  | 300 спартанцев                  | 300                                  | царь персов Ксеркс      |
| 2006—2007 | с  | Остаться в живых                | Lost                                 | Пауло                   |
| 2007      | ф  | Не по воле случая               | Não Por Acaso                        | Педру                   |
| 2008      | ф  | Расстроенные                    | Os Desafinados                       | Жоакин в юности/Антониу |
| 2008      | ф  | Красный пояс                    | Redbelt                              | Бруну Силва             |
| 2008      | ф  | Арестантская                    | Leonera                              | Рамиру                  |
| 2008      | ф  | Че                              | Che                                  | Рауль Кастро            |
| 2009      | ф  | Я люблю тебя, Филлип Моррис     | I Love You Phillip Morris            | Джимми                  |
| 2009      | с  | Звук и ярость                   | Som e Fúria                          | Санджей                 |
| 2009      | ф  | Школа выживания выпускников     | Post Grad                            | Дэвид Сантьяго          |
| 2011      | ф  | Там обитают драконы             | There Be Dragons                     | Ориол                   |
| 2011      | мф | Рио                             | Rio                                  | Тулио                   |
| 2011      | ф  | Моя Страна                      | Meu Pais                             | Маркус                  |
| 2011      | ф  | Элено                           | Heleno                               | Элено Де Фрейтас        |
| 2012      | ф  | Что ждать, когда ждёшь ребёнка  | What to Expect When You're Expecting | Алекс                   |
| 2013      | ф  | Возвращение героя               | The Last Stand                       | Фрэнк Мартинес          |
| 2014      | ф  | 300 спартанцев: Расцвет империи | 300: Rise of an Empire               | царь персов Ксеркс      |
| 2014      | мф | Рио 2                           | Rio 2                                | Тулио                   |
| 2014      | ф  | Рио, я люблю тебя               | Rio, Eu Te Amo                       | Он                      |
| 2015      | ф  | Фокус                           | Focus                                | Гаррига                 |
| 2015      | ф  | 33                              | The 33                               | Лоуренс Голборн         |
| 2016      | ф  | Джейн берёт ружьё               | Jane Got a Gun                       | Фитчум                  |
| 2016      | ф  | Пеле                            | Pelé: Birth of a Legend              |                         |
| 2016      | ф  |                                 | Dominion                             | Карлос                  |
| 2016      | ф  | Бен-Гур                         | Ben-Hur                              | Иисус Христос           |
| 2016—2022 | с  | Мир Дикого запада               | Westworld                            | Эктор Эскатон           |
| 2019      | с  | Расправа                        | Reprisal                             | Джоэл Келли             |
| 2020      | ф  | Проект «Сила»                   | Project Power                        | Бигги                   |
| 2022      | с  | Магеллан. Повелитель морей      | Sin límites                          | Фернан Магеллан         |
| 2023      | с  | Волчья стая                     | Wolf Pack                            | Гарретт Бриггс          |